# Historisches Farbdiaarchiv zur Wand- und Deckenmalerei

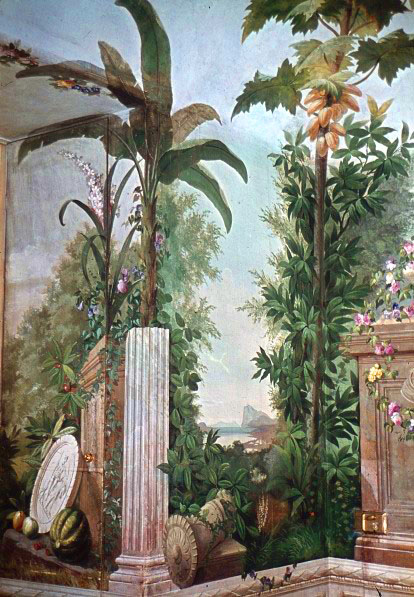
Fresko im Schloss Schönbrunn von Johann Wenzel Bergl

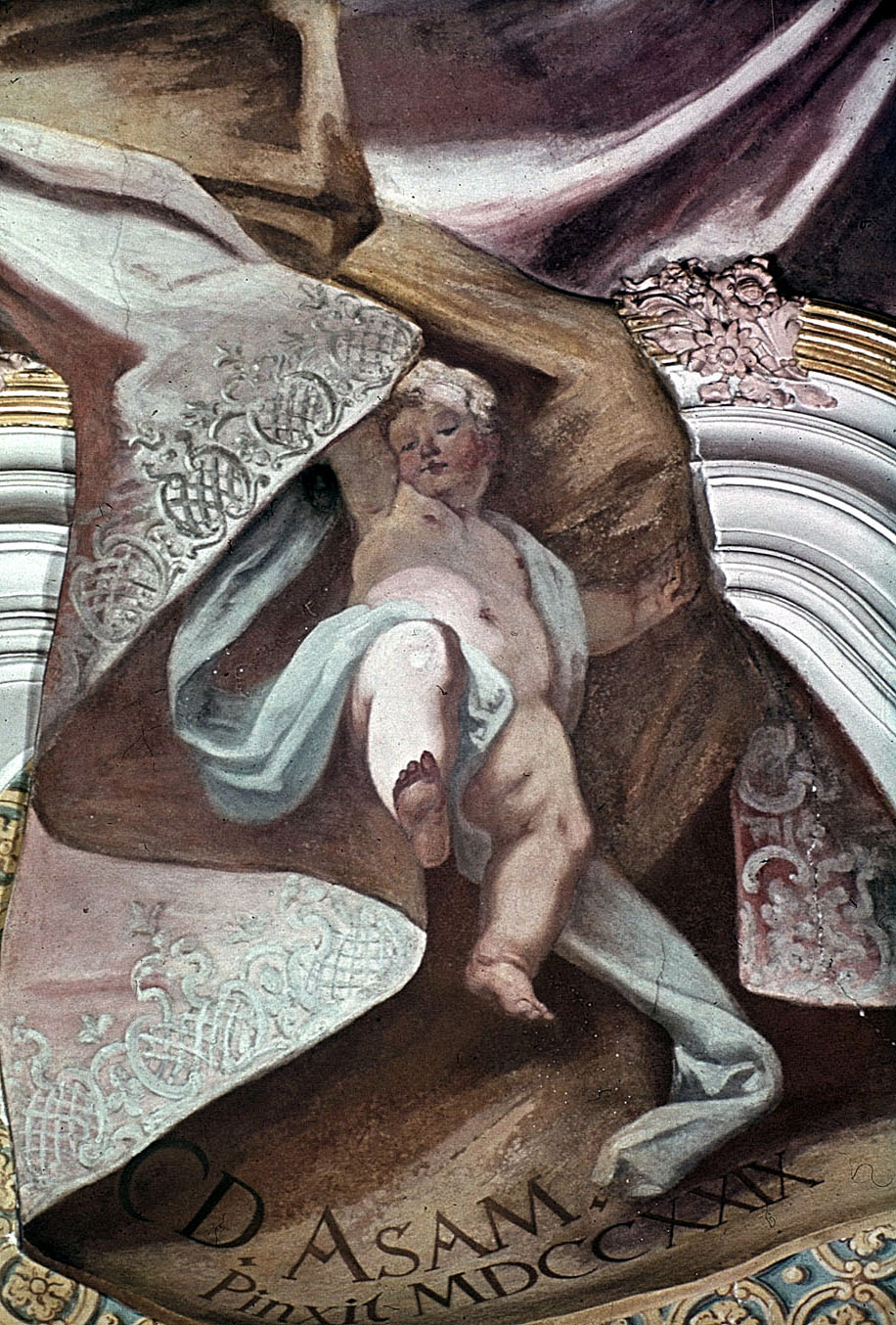
Detail eines Freskos in der Klosterkirche St. Anna im Lehel

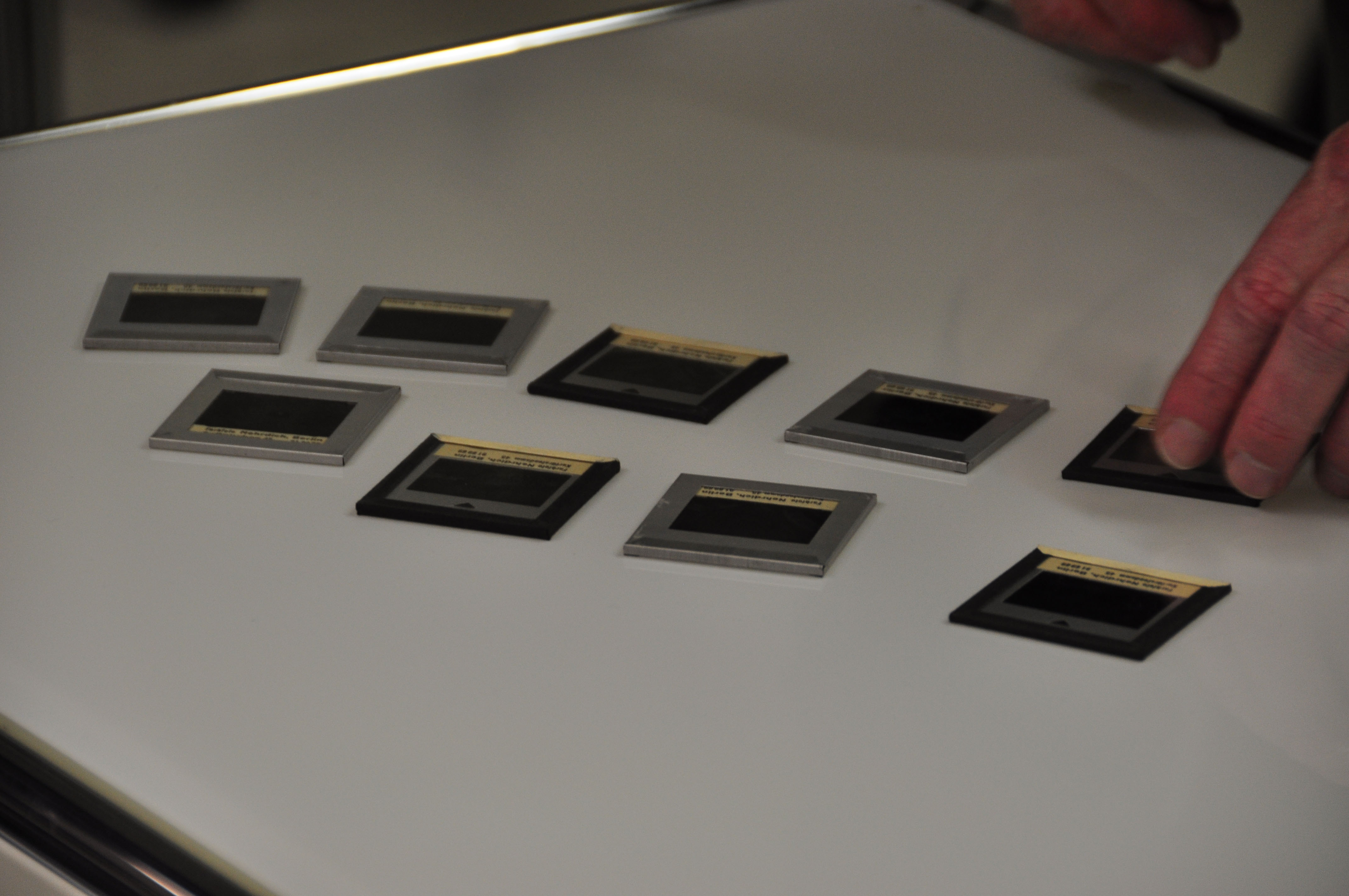
Originaldiapositive des Farbarchivs

Das Historische Farbdiaarchiv zur Wand- und Deckenmalerei ist ein von 1943 bis 1945 von den Nationalsozialisten im Rahmen der „Führerauftragen Monumentalmalerei“ angelegtes Bildarchiv. Es befindet sich im Zentralinstitut für Kunstgeschichte in München und umfasst Aufnahmen von Freskenzyklen und Wanddekorationen in Kirchen, Klöstern, Schlössern und anderen Profanbauten in Deutschland, Österreich, Polen und Russland (Ost- und Westpreußen) und Tschechien (Böhmen und Nordmähren). Mit seinen fast 40.000 Aufnahmen handelt es sich um das größte Archiv von Wand- und Deckenmalerei der Welt.

## Allgemeines
Ziel der Dokumentation war, bedeutende Kunstwerke, die im Krieg zerstört werden könnten, nach dem als sicher geglaubten „Endsieg“ originalgetreu nach diesen Vorlagen wiederherstellen zu können. 60 % der abgelichteten Werke wurden dann in der Folge tatsächlich zerstört. Seit 2005 sind die Werke digitalisiert und im Internet in einer Datenbank aufrufbar.

## Geschichte
Auf Befehl Adolf Hitlers wurden im Frühsommer 1943 zunächst einige Probeaufnahmen durchgeführt. Nachdem die als Großabzüge auf Papier vorgelegten Resultate Hitlers Billigung gefunden hatten, übernahm die „Hauptabteilung Bildende Kunst“ des Reichsministeriums für Volksaufklärung und Propaganda die weitere Durchführung des „Führerauftrags Monumentalmalerei“. Zunächst wurde dafür von den Denkmalämtern eine Liste erhaltenswerter Bauwerke mit Wandmalereien erstellt und vom Ministerium eine Rangordnungsliste nach Wichtigkeit und Gefährdung durch die vorrückenden Alliierten erstellt. Sodann wurden Fotografen verpflichtet, die mit einheitlichen Kameras, Objektiven und Filmmaterial ausgerüstet wurden. Mit Beleuchtungsapparaturen – teilweise wurden in Ermangelung anderer Beleuchtungskörper und der Größe der abzubildenden Räume Flakscheinwerfer verwendet – wurden den Fotografen dann die Fahrzeuge und das Benzin für den Transport zu den jeweiligen Einsatzorten zur Verfügung gestellt.
Obwohl die Fotografen sehr unterschiedlich und nach ihrem Ansehen und auch nach ihren Verbindungen zur Partei entlohnt wurden und manche gerade eben ihre Spesen decken konnten, war dieser Auftrag unter den dafür in Frage kommenden sehr begehrt, bot er doch die Möglichkeit, dem drohenden Fronteinsatz zu entgehen. Das Spektrum der Fotografen reichte von Hochschulprofessoren bis zu deren Studenten und Studentinnen, darunter Walter Hege, der bekannte Bildjournalist Paul Wolff, der Kunsthistoriker Carl Lamb, der Chemiker Ralph Weizsäcker bis hin zu Angestellten der Großunternehmen Rex-Film und der UFA.
Die Großkampagne dauerte bis in den April 1945 hinein und endete erst mit dem Zusammenbruch des Deutschen Reiches.

## Verwendetes Material
Für die Aufnahmen wurde ein Farbumkehrfilm im Kleinbildformat der Marke Agfacolor-Neu verwendet, da die große Zahl der zu erwartenden Aufnahmen den Einsatz herkömmlicher Plattenkameras zu aufwendig und zu teuer machte. Schon in dieser Ausführung kostete das Unternehmen bereits mehrere Millionen Mark.

## Umfang des Archivs
Es wurden rund 480 Bauwerke fotografiert, die alle wichtigen Kulturepochen vom 10. bis zum Ende des 19. Jahrhunderts repräsentieren. Neben Wand- und Deckenmalereien wurden auch Wandbespannungen und Tapeten, farbig gefasste Architekturelemente, Stuckdekor, Tafelbilder und Altäre abgelichtet.

## Auswertung des Archivs
Im Jahr 1956 beauftragte das Bundesinnenministerium das Zentralinstitut für Kunstgeschichte, die Farbdiapositive zu archivieren und einer wissenschaftlichen Auswertung zuzuführen. Hierfür wurden die Bestände des Archivs, die sich in Depots in Freiburg, Tübingen und Berlin befanden, nach München überführt. Hierzu gehörte auch ein in Mainz aufgefundener Satz von ca. 20.000 Dias. Das Herder-Institut (Marburg) erwarb 1962 ein Konvolut von 643 Aufnahmen aus Breslau, das in keiner der anderen Serien enthalten ist. In München fehlendes Material wurde nach und nach durch Tausch mit Denkmalämtern ergänzt, zum Teil durch Doublierung oder durch den Ankauf von den Fotografen, die ihr Exemplar noch besaßen.
Im Jahr 2000 vereinbarten das Zentralinstitut und das Bildarchiv Foto Marburg die gemeinschaftliche Digitalisierung und datenbankgestützte Aufarbeitung des gesamten Farbdiaarchivs.
Andere Verwendungen des Bildmaterials betreffen die Nutzung als Vorlagen für Restaurierungsarbeiten an den Originalmalereien.
So dienten 1943 entstandene Fotoaufnahmen der Deckengemälde in der Innenkuppel der Dresdner Frauenkirche von Giovanni Battista Grone aus dem Jahre 1734 als Vorlage bei der von 1996 bis 2005 erfolgten Wiederherstellung des Doms. Allerdings wiesen diese wie auch zahlreiche andere Dias des Archivs Schäden und insbesondere erhebliche Farbausbleichungen auf, die auf die unsachgemäße Lagerung der Dias in der Zeit nach dem Ende des Zweiten Weltkriegs zurückzuführen sind. Dies machte vor Beginn der Arbeiten einen aufwendigen Vergleich mit anderen Werken des Künstlers und erhaltenen zeitnahen Kirchenraumausmalungen in der sächsischen Region sowie in Süddeutschland, Österreich, Venedig und im Vatikan notwendig.